# Emsemakákó
Az emsemakákó (Macaca nemestrina) az emlősök (Mammalia) osztályának főemlősök (Primates) rendjébe, ezen belül a cerkóffélék (Cercopithecidae) családjába és a cerkófmajomformák (Cercopithecinae) alcsaládjába tartozó faj.
Közeli rokona az oroszlánmakákó (Macaca leonina). Korábban a két fajt egy faj alfajainak vélték csupán. Az oroszlánmakákó az emsemakákótól északra, India északkeleti részén és Mianmárban él. A Mentawai-szigeteken élő Mentawai-szigeteki makákó (Macaca pagensis) szintén közeli rokona, korábban azt is csak az emsemakákó alfajának tartották.

## Előfordulása
Az emsemakákó Thaiföldön, Szumátrán, a Maláj-félszigeten és Borneón honos. Élőhelyük pusztulása és a vadászat miatt, számuk csökken.
Állatkertekben gyakori, habár Magyarországon egyre ritkább. Csak két helyen, a Debreceni Állatkertben és az Abonyi Magán Zooban tartják.

## Megjelenése
A majom hossza 43-77 centiméter, testtömege 4,5–13,5 kilogramm, a hímek nagyobbak a nőstényeknél. Arca csupasz, körülötte fehér szőr található. Feje teteje és farka sötétbarna. Teste sárgásbarna.

## Életmódja
Az állat társas lény, nappal aktív. Tápláléka gyümölcsök, rovarok, levelek, gyökerek és mezei termények. Körülbelül 26 évig élhet.

## Képek

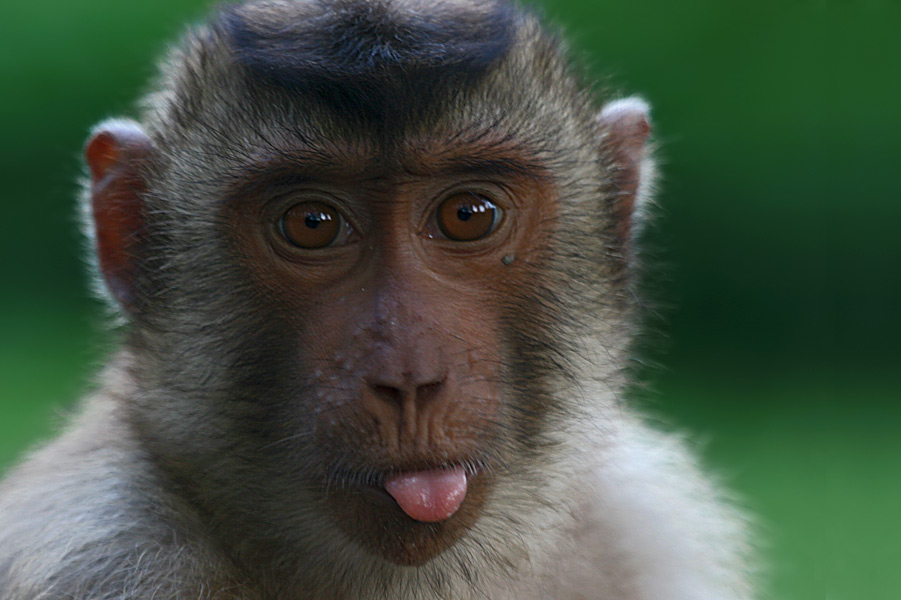
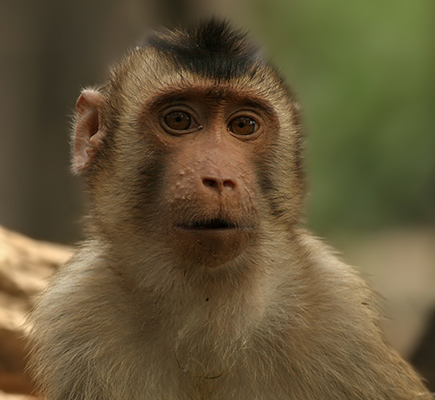
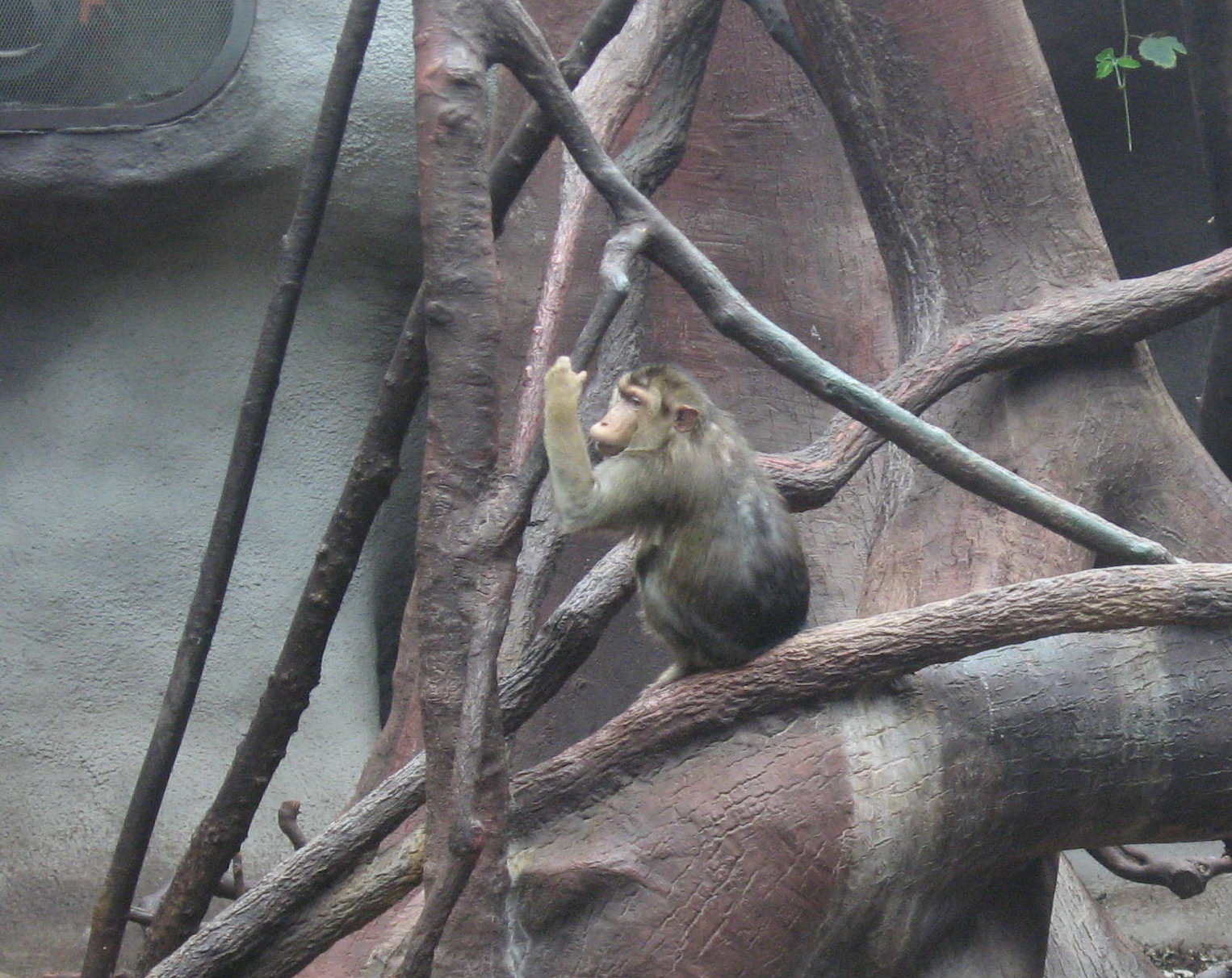

## Szaporodása
Az ivarérettséget 2,5–4 éves kortól éri el. A párzási időszak főként november és január között van. A vemhesség körülbelül 170 napig tart, ennek végén a nőstény általában 1 utódot hoz a világra. A fokozatos elválasztás hat hónaposan kezdődik. Többnyire kétévente ellik egy nőstény, azonban a fogságban évente történik meg ez.